# 봉강면
봉강면(鳳岡面)은 대한민국 전라남도 광양시의 면이다.

## 개요
봉강면은 1759년 광양현 뫼내면이었다. 1895년 광양군 뫼내면으로 칭해 오다가, 1904년 현재의 봉강면으로 개칭되었다.

## 행정 구역
- 구서리
- 봉당리
- 부저리
- 석사리
- 신룡리
- 조령리
- 지곡리

## 교육
- 봉강초등학교
- 광양고등학교